# キルギス自治ソビエト社会主義共和国 (1926-1936)

キルギス自治ソビエト社会主義共和国
Киргизская Автономная Социалистическая Советская Республика
Кыргыз автономия советтик социалисттик республикасы

キルギス自治ソビエト社会主義共和国の位置

キルギス自治ソビエト社会主義共和国（キルギスじちソビエトしゃかいしゅぎきょうわこく、ロシア語: Киргизская Автономная Социалистическая Советская Республика、キルギス語: Киргизская автономия советтик социалисттик республикасы）またはキルギスASSRはロシア・ソビエト連邦社会主義共和国内に1926年から1936年まで存在していた自治共和国。首都はピシュペクで後にフルンゼに改名された(現ビシュケク)。
なお、1920年から1925年まではカザフ自治ソビエト社会主義共和国がキルギス自治ソビエト社会主義共和国と言う名前で存在しており、1925年にカザフASSRに改名されている。キルギスASSRはその後に作られた2番目のキルギスASSRであり、現在のキルギスにつながっているのはこちらである。

## 歴史
キルギス自治ソビエト共和国はキルギス自治州の昇格によって1926年2月1日に設立された。1936年12月5日、新憲法によってキルギス・ソビエト社会主義共和国に昇格されている。